# Maxime Beaumont
Maxime Beaumont (23 de abril de 1982) é um canoísta de velocidade francês, medalhista olímpico.

## Carreira
Dmytro Ianchuk representou seu país na Rio 2016 ganhou a medalha de prata no prova do K1-200m.